# Distretto di Kunohe
Il distretto di Kunohe (九戸郡, Kunohe-gun?) è uno dei distretti della prefettura di Iwate, in Giappone.
Fanno parte del distretto i comuni di Hirono, Karumai, Kunohe e Noda.
| Controllo di autorità | VIAF (EN) 131384825 · LCCN (EN) n83038215 · J9U (EN, HE) 987007536500305171 · NDL (EN, JA) 00632897 |